# Lake Newell Resort
Lake Newell Resort est un hameau (hamlet) du comté de Newell, situé dans la province canadienne d'Alberta.